# Marcianowce
Marcianowce (biał. Марцянаўцы, Marcianaucy; ros. Мартьяновцы, Martjanowcy) – wieś na Białorusi, w obwodzie grodzieńskim, w rejonie wołkowyskim, w sielsowiecie Werejki.
W dwudziestoleciu międzywojennym wieś leżała w Polsce, w województwie białostockim, w powiecie grodzieńskim, w gminie Gudziewicze.
Według Powszechnego Spisu Ludności z 1921 roku wieś zamieszkiwało 211 osób, 22 były wyznania rzymskokatolickiego a 189 prawosławnego. Jednocześnie 105 mieszkańców  zadeklarowało polską przynależność narodową a 106 białoruską. Było tu 38 budynków mieszkalnych.
Miejscowość należała do parafii rzymskokatolickiej w Replach i parafii prawosławnej w Gudziewiczach.
Podlegała pod Sąd Grodzki w Indurze i Okręgowy w Grodnie; właściwy urząd pocztowy mieścił się w Gudziewiczach.